# 철저한 변화
철저한 변화(徹底한 變化, 스페인어: Partido Cambio Radical)는 콜롬비아의 보수 정당으로, 1998년 설립되었다. 2014년 총선거 결과, 콜롬비아 상원의 경우 제5당인 반면 콜롬비아 하원의 경우 민주중도당에 이어 제5당이다.